# 青春ア・ゴーゴー
青春ア・ゴーゴー（せいしゅんアゴーゴー）は、日活製作の日本のロック・ミュージカル映画。監督は森永健次郎。

## ストーリー
予備校に通うサトルとケンイチは、機会があればエレキバンドを作ろうと考えていた。ジャズ喫茶で「スパイダーズ」の演奏に魅了された二人は、そこで出会ったヒロシ、イチロー、イサムとともに５人組エレクトリックバンド「ヤングアンドフレッシュ」を結成する。5人が廃教会で練習をしていたところ、ユリコという少女から誘われた。百合子を含めた6人で出場を決意する。エレキギターバトルに勝利すると「スパイダーズ」とプレイできる。 「ヤング・アンド・フレッシュ」は6週間、7週間と勝ち続け、決勝戦の日が来た。演奏が始まり、ビートの音と百合子の歌声は最高潮に達した。

## スタッフ
- 監督 : 森永健次郎
- 脚本 : 伊奈洸, 千葉茂樹
- 撮影 : 山崎善弘
- 音楽 : 伊部晴美
- 美術 : 大鶴泰弘
- 編集 : 辻井正則
- 照明 : 高島正博
- 録音 : 福島信雅
- 企画 : 笹井英男
- スチール : 浅石靖

## キャスト
- 松本悟　(ヤングアンドフレッシュ) : 浜田光夫
- 増田浩　(ヤングアンドフレッシュ) : 和田浩治
- 村木賢一　(ヤングアンドフレッシュ) : 山内賢
- 田辺昭知とザ・スパイダース
- 入江ユリ子 : ジュディ・オング
- 林昌子 : 西尾三枝子
- 村木悠子 : 太田雅子
- 学生Ａ : 吉田毅
- 学生Ｂ : 市村博
- 学生Ｃ : 浜口竜哉
- 学生Ｄ : 浜川智子
- 学生Ｅ : 進千賀子
- ラスベガス・ゴーゴー・ガールズ : ラスベガス・ゴーゴー・ガールズ
- 橋本一郎　(ヤングアンドフレッシュ) : 木下雅弘
- 江川勇　(ヤングアンドフレッシュ) : 杉山元
- 予備校教師 : 鴨田喜由
- プロ事務員 : 神山勝
- ＴＶ討論会評論家 : 高野誠二郎
- 横山 : 衣笠真寿男
- 主婦 : 新井麗子
- テレビ局員 : 平塚仁郎
- ナイトクラブ事務員 : 菊田一郎
- 内海錠二 : 早川由記
- 司会者 : 八田圭介, 藤村俊二
- 村木巌 : 菅井一郎
- 堀井次郎 : 波多野憲
- 増田豪造 : 下條正巳
- 歌手 : 高木たかし（クラウン）
- 店員 : 晴乃チック
- 清原たけしとフリーランサーズ
- ＴＶ討論会司会者 : 三木鮎郎（特別出演）

## 主題歌
「青春ア・ゴーゴー」
- 作詞: 青島幸男
- 作曲: 脇野光司
- 唄: ザ・スパイダース

「フリ・フリ'66」
- 作詞・作曲： かまやつひろし
- 編曲： 田辺昭知
- 唄: ザ・スパイダース

「ビター・フォー・マイ・テイスト」
- 作詞: 川喜田和子
- 作詞：川喜田和子
- 唄: ザ・スパイダース

「ノー・ノー・ボーイ」
- 作詞：田辺昭知
- 作曲：かまやつひろし
- 唄：ザ・スパイダース

「リトル・ロビー」
- 作詩：阿久悠
- 作曲：大野克夫
- 唄：ザ・スパイダース

「セイ・ママ」
- 作詞: ジョニー・アール
- 作曲: ジョニー・ミークス
- 唄： ジュディ・オング

## 同時上映
- 『哀愁の夜』